# Géminis (película)
Géminis es una película argentina dirigida por Albertina Carri y estrenada en 2005, que trata un caso de incesto entre dos jóvenes hermanos de clase alta burguesa. Causó polémica tras su estreno por lo trágico y delicado de su temática.

## Reparto
- Cristina Banegas es Lucía.
- Daniel Fanego es Daniel.
- María Abadi es Meme.
- Lucas Escáriz es Jeremías.
- Damián Ramonda es Ezequiel.
- Silvia Baylé es Olga.
- Julieta Zylberberg es Montse.
- Lucrecia Capello es Nené.
- Carlos Durañona es Jorge.
- Beatriz Spelzini es Inés.
- Gogó Andreu es Lucio.
- Vivi Tellas es Ana.

## Sinopsis
Meme y Jeremías viven rodeados de un entorno familiar disfuncional. A Daniel, un padre casi ausente, se le opone una estructura matriarcal manejada por Lucía, una madre tan posesiva como dominadora, llena de pretensiones, que cree tener todo en orden bajo los parámetros y costumbres de una típica familia argentina de clase alta mientras no ve lo que pasa bajo sus narices, en su propia casa. 
Ezequiel, el hermano mayor de la familia, llega de España para casarse frente a los orgullosos ojos de sus padres. La presencia de Ezequiel y su novia Montse revelará la fragilidad del inmaculado orden, pero la influencia del amor resiste a pesar de la moral impuesta. 

## Críticas
Diego Batlle, del diario La Nación, resaltó que “más allá de los apuntados vaivenes dramáticos e interpretativos, Carri logra con "Géminis" un importante salto cualitativo en términos de solidez narrativa”. Diego Lerer, del diario Clarín, concluyó que Carri “se aleja del estereotipo realista para ejercitar en el drama estilizado, metiéndose en la intensidad de las pulsiones, pero siempre desde una distancia, si se quiere, académica.”
Horacio Bernades, del diario Página/12, destacó que “Géminis logra poner en escena, de modo inquietante, aquella idea de que no hay familia que no sea disfuncional. Y lo hace obligando al espectador a la clase de picazones que nadie estaría dispuesto a reconocer.” Josefina Sartora, de la web cineismo.com, criticó que “algunos detalles hacen ruido: la larga escena en que los hermanos están drogados, un grueso chiste televisivo y un final que cae en picada al vacío con explicaciones innecesarias. También hubiera sido interesante profundizar la línea de los celos del tercer hermano, insinuados en un momento clave del film.”